# Bionic Commando Rearmed 2
Bionic Commando Rearmed 2 es un videojuego descargable disponible a través de PlayStation Network (solo para PS3) y Xbox Live. Es la secuela del juego de plataformas Bionic Commando Rearmed lanzado en el año 2008, remake del título del año 1988 disponible para la consola NES Bionic Commando.